# US Open 2025 − Individual femení
La belarussa Arina Sabalenka era la defensora del títol.